# Piperina
La Piperina – compuesto químico orgánico, es un alcaloide que se encuentra en la pimienta negra (Piper nigrum), obtenido de la piperidina. Se encuentra en la capa externa del fruto de la pimienta negra. Es una substancia cristalina incolora, que también puede encontrarse en color amarillo crema. La piperina es soluble en gasolina, cloroformo, etanol, éter dietílico y piridina. Causa una sensación picante o pungente y su sabor es amargo.

## Efectos sobre la salud humana
En 2012, los resultados publicados de investigaciones indican que la piperina puede bloquear la formación de nuevas células de grasa y reducir el nivel de grasa en el torrente sanguíneo. Esto es resultado del bloqueo de la actividad de los genes que controlan la formación de nuevas células de grasa. La piperina también influye en el aumento de la secreción de jugos digestivos (gástricos, pancreáticos, intestinales), y mejora la digestión de los alimentos. La piperina también tiene efectos sobre la absorción de nutrientes: vitamina C, selenio, beta-caroteno, vitamina A, vitamina B-6 y coenzima Q.
Otro efecto de la piperina es la estimulación de la proliferación de melanocitos en las estructuras celulares. Tras la utilización de piperina y terapia de luz ultravioleta, la piel se vuelve mucho más oscura, lo que se ha comprobado en contextos de tratamiento del vitíligo.
Otro efecto beneficioso sobre la salud de la piperina, puede ser la inhibición de las sustancias químicas responsables de las mutaciones del material genético de las células. Los estudios in vitro en células de ratones y ratas indican que la administración de piperina puede inhibir el crecimiento de tumores.
La piperina también posee efectos antidepresivos, debido al  aumento de  la neurotransmisión de la serotonina y la dopamina – las personas con depresión muestran un déficit de estas sustancias.

## Historia
La piperina fue descubierta en 1819 por Hans Christian Ørsted, que la aisló a partir del fruto del Piper nigrum.
La medicina china e hindú no sólo la ha utilizado para tratar problemas digestivos (estreñimiento, diarrea, indigestión), sino también para casos de dolor en las articulaciones, enfermedades del corazón, angina de pecho y gangrena. 

## Disponibilidad de la piperina
En el mercado, actualmente hay en circulación una gran cantidad de preparados  que contienen el extracto del fruto de la pimienta, con un contenido en piperina del 50-90% (menos frecuentemente del 95%) y piperina pura.
Se puede extraer con diclorometano a partir de la pimienta negra, donde está presente aproximadamente en un 5-9%.